# Карл (Джорджія)
Карл (англ. Carl) — місто (англ. town) в США, в окрузі Берроу штату Джорджія. Населення — 209 осіб (2020).

## Географія
Карл розташований за координатами 34°0′20″ пн. ш. 83°49′1″ зх. д. / 34.00556° пн. ш. 83.81694° зх. д. (34.005598, -83.816875).  За даними Бюро перепису населення США в 2010 році місто мало площу 2,83 км², з яких 2,81 км² — суходіл та 0,02 км² — водойми.

## Демографія
Згідно з переписом 2010 року, у місті мешкало 255 осіб у 98 домогосподарствах у складі 63 родин. Густота населення становила 90 осіб/км².  Було 108 помешкань (38/км²).
Расовий склад населення:
| - 85,1 % — білих - 7,1 % — чорних або афроамериканців - 4,3 % — азіатів - 0,4 % — корінних американців |

До двох чи більше рас належало 2,4 %. Частка іспаномовних становила 3,9 % від усіх жителів.
За віковим діапазоном населення розподілялося таким чином: 24,3 % — особи молодші 18 років, 60,8 % — особи у віці 18—64 років, 14,9 % — особи у віці 65 років та старші. Медіана віку мешканця становила 36,4 року. На 100 осіб жіночої статі у місті припадало 116,1 чоловіків;  на 100 жінок у віці від 18 років та старших — 105,3 чоловіків також старших 18 років.
Середній дохід на одне домашнє господарство  становив 52 514 долари США (медіана — 42 500), а середній дохід на одну сім'ю — 55 427 доларів (медіана — 43 125). За межею бідності перебувало 32,1 % осіб, у тому числі 20,9 % дітей у віці до 18 років та 18,8 % осіб у віці 65 років та старших.
Цивільне працевлаштоване населення становило 107 осіб. Основні галузі зайнятості: роздрібна торгівля — 20,6 %, освіта, охорона здоров'я та соціальна допомога — 15,0 %, оптова торгівля — 7,5 %, публічна адміністрація — 7,5 %.